# Aleksandr Kovalevskij
Aleksandr Onufrievitj Kovalevskij (ryska: Александр Онуфриевич Ковалевский), född 1840 i Dünaburg, död 22 november (gamla stilen: 9 november) 1901 i Sankt Petersburg, var en rysk zoolog; bror till Vladimir Kovalevskij.
Kovalevskij blev efter vidsträckta vetenskapliga resor utnämnd till professor och akademiledamot i Sankt Petersburg. Genom en rad undersökningar lämnade han de första betydelsefulla embryologiska bevisen för den då endast några få år gamla utvecklingsläran. Särskilt väckte hans arbeten rörande sjöpungarnas och lansettfiskens utveckling (Entwicklungsgeschichte der einfachen Ascidien, 1866, och Entwicklungsgeschichte des Amphioxus lanceolatus, 1867) stort uppseende, då de uppvisade ett samband mellan ryggradsdjur och ryggradslösa djur, om vilket man dittills ej haft någon kännedom. 
Bland Kovalevskijs övriga undersökningar, av vilka det stora flertalet rör sig på det embryologiska området, kan nämnas: Entwicklungsgeschichte der Rippenquallen (1866), Embryologische Untersuchungen an Würmern und Arthropoden (1871), Embryogénie du Chiton polii avec quelques remarques sur le développement des autres Chitons (1883), Beiträge zur Kenntnis fler nachembryonalen Entwicklung der Musciden (1887). Sistnämnda arbete är av stor betydelse för begripandet av insektslarvens utveckling, i det där lämnas en närmare redogörelse för, hur de flesta organ hos fluglarven genom fagocytos hemfaller åt undergång och hur deras återuppbyggande utgår från bestämda embryonala cellgrupper, de så kallade imaginalskivorna.